# Вірмени в Угорщині
Вірмени в Угорщині (угор. Örmények) — вірменська громада, яка проживає в сучасній Угорщині. Оцінки чисельності вірмен в Угорщині варіюють від 3,5 до 30 тисяч осіб, що становить не більше 0,01 % населення Угорщини. Дві третини вірменської громади проживає в Будапешті і регіоні Пешт.
В Угорщині налічується 31 організація вірмен, рідною мовою половина вважає вірменську. З 1924 року в Угорщині служать священики Вірменської католицької церкви, а сама церква організовує культурні прорграмми за допомогою Вірменського культурного та інформаційного центру в Будапешті. Самі вірмени відраховують свою історію в Угорщині з X—XI століть. Більшість вірмен приїхало в Угорщину після розпаду СРСР.
Про вірмен в своїх указах писав король Ласло IV, який дозволив їм селитися в містах. Найвідомішим вірменським містом Угорщини був Самошуйвар (нині румунське місто Герла), яке називалося Арменополісом, Арменіерштадтом або Айакагаком.

## Відомі вірмени в Угорщині
- Ференц Салаші — угорський політик, військовик та політв'язень. Лідер угорських правих рухів 1930-тих та 1940-тих років, засновник Партії схрещених стріл.